# Římskokatolická farnost Hrušovany nad Jevišovkou
Římskokatolická farnost Hrušovany nad Jevišovkou je územní společenství římských katolíků s farním kostelem svatého Štěpána ve znojemském děkanství. Do farnosti patří město Hrušovany nad Jevišovkou.

## Historie farnosti
Budova kostela je připomínána v roce 1339. Současný farní kostel svatého Štěpána byl postaven roku 1758.
Dne 8. srpna 2010 při oslavě výročí posvěcení farního chrámu sv. Štěpána byla v Hrušovanech u kostela posvěcena nově postavená kaple Panny Marie Lurdské.

## Duchovní správci
V letech 1946 až 1962 působil ve farnosti krátce jako kaplan, později jako administrátor a farář P. Antonín Němčanský. Na začátku 21. století zde byl farářem P. Leopold Nesveda. Farářem je od 15. září 2010 R. D. Mgr. Jan Pouchlý.

## Bohoslužby
| Kostel          | Místo                    | Bohoslužba (den)     | Hodina                                         | Poznámka     |
| --------------- | ------------------------ | -------------------- | ---------------------------------------------- | ------------ |
| svatého Štěpána | Hrušovany nad Jevišovkou | neděle čtvrtek pátek | 10.30 17.30 (zimní čas)/18.30 (letní čas) 8.00 | Farní kostel |

## Primice
Dne 3. července 2005 slavil primici ve farním kostele novokněz R. D. Mgr. Martin Grones.

## Aktivity ve farnosti
Dnem vzájemných modliteb farností za bohoslovce a bohoslovců za farnosti brněnské diecéze je 31. březen. Adorační den připadá na nejbližší neděli po 7. červnu. Ve farnosti se pravidelně koná tříkrálová sbírka. V roce 2015 se při ní vybralo 60 397 korun. Výtěžek sbírky v roce 2017 představoval 69 773 korun.